# Kowboj

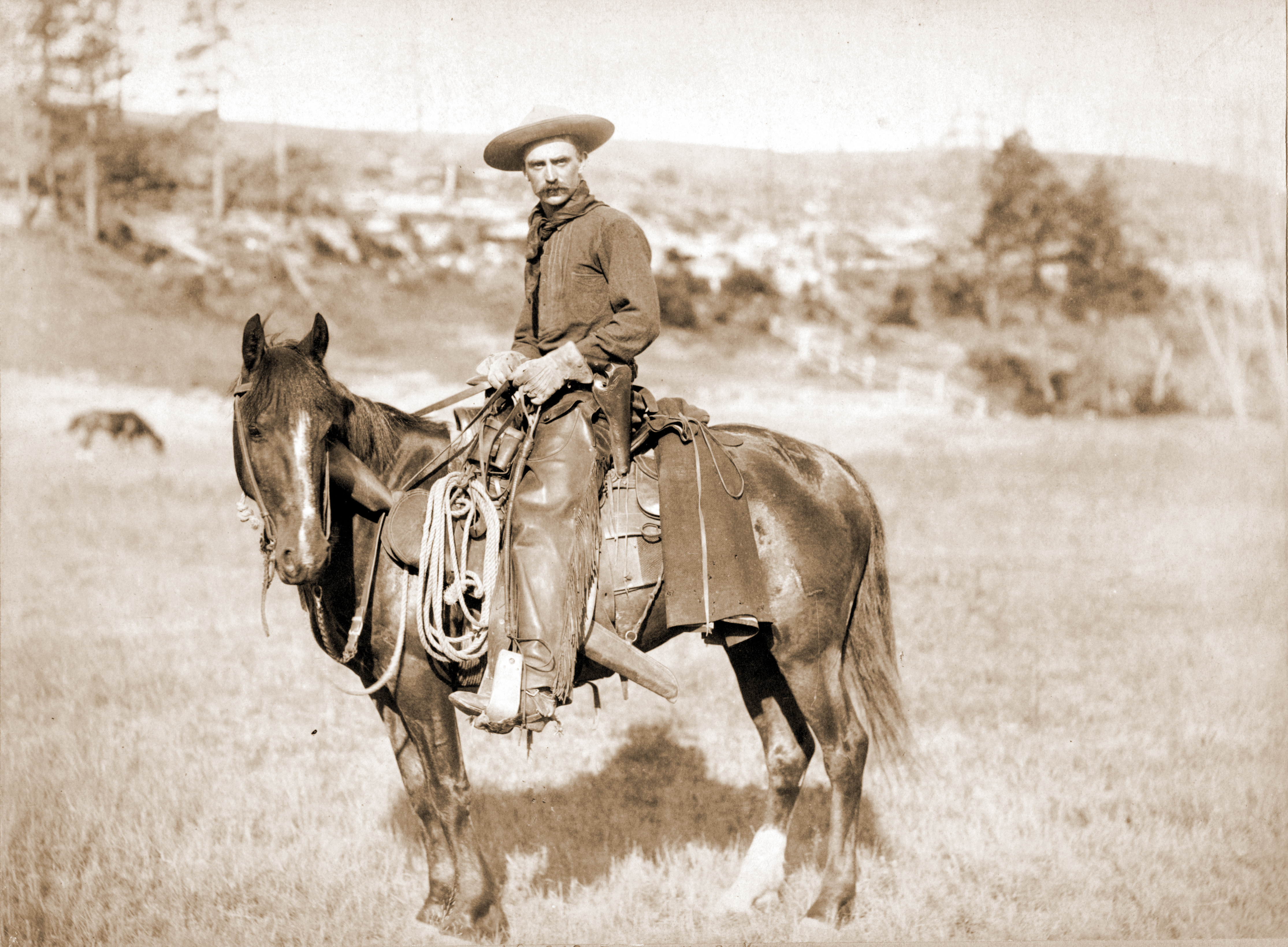
Kowboj na koniu, zdjęcie z 1887

Kowboj (ang. cowboy) – pasterz bydła w Ameryce, zajmował się również hodowlą koni. Kowboje obok Indian, bandytów i szeryfów stali się ulubionymi bohaterami westernów.
Stereotypowy (westernowy) kowboj był podziwianym przez innych symbolem wartości i sprawiedliwości. Nosił on kraciastą koszulę, dżinsy i kapelusz, a najczęściej także buty z ostrogami. Biegle posługiwał się lassem i noszonymi u pasa rewolwerami. Swoje życie kowboje spędzali na pilnowaniu i pędzeniu stad bydła. Tę monotonną egzystencję urozmaicali wizytami w saloonach, gdzie swoje skromne zarobki zwykle przepijali. Taki obraz kowboja jest jednak częścią wylansowanego przez Hollywood mitu Dzikiego Zachodu, w rzeczywistości (szczególnie w USA i Argentynie) uchodzili oni za ludzi wyobcowanych, dzikich i niebezpiecznych.

## Historia
W okresie kolonizacji Ameryki Hiszpanie przywieźli do Meksyku bydło domowe iberyjskie i andaluzyjskie konie. Wówczas w Ameryce zwierzęta te nie były jeszcze znane. Bardzo wielu kolonistów zajęło się wtedy hodowlą. Zajęcie to stało się – ze względu na duże zapotrzebowanie na skóry, rogi, sadło i mięso – jednym z najbardziej rentownych rzemiosł w owym czasie na terenie nowego kontynentu. Hodowla bydła i koni – ze względu na różnice pochodzeniowe obywateli, inne warunki pracy, a także polityczne powody migracji – przybrała inną formę niż ta znana do tej pory w Europie, a z biegiem czasu różnice pogłębiały się jeszcze bardziej.
Około 1848 roku, kiedy Meksyk utracił sporą część terytorium na rzecz USA, ranczerstwo rozprzestrzeniło się także – najpierw w Teksasie i Kalifornii, a potem w kolejnych stanach USA. W końcu „kowbojska” hodowla przyjęła się w obu Amerykach.
Po wielkiej fali imigracyjnej z lat osiemdziesiątych XIX wieku sytuacja kowbojów zmieniła się diametralnie. Praca na ranczu stała się ciężka, źle płatna i pozbawiona perspektyw. Za najgorszy okres dla kowbojów uważa się rok 1886, kiedy to ogradzanie ziemi przez farmerów oraz sroga zima spowodowały upadek swobodnego wypasu bydła. Ostatni kowboje zachowali się po tamtym kryzysie w Kanadzie, jednak również tam farmerzy, a także ciężka zima w 1907 roku położyły kres ranczerstwu.

## Rodzaje kowbojów
Kowboje dzielili się na dwie grupy. Pierwsza to bogaci właściciele ziemscy – charros (rozpoznawalni po ubraniach przyozdabianych srebrem, a także wszelkich innych drogocennych ozdobach). Ponieważ hodowla bydła i koni przynosiła im ogromne zyski, ich ziemie systematycznie się powiększały. Szybko okazywały się za duże dla jednej osoby, dlatego też zaczęli oni korzystać z usług kowbojów najemnych, później nazwanych vaqueros (hiszp. vaca – krowa). Ci drudzy pochodzili głównie z meksykańskiego chłopstwa, i to właśnie oni wykonywali większość pracy na ranczach i szybko stali się bazą do słynnego westernowego obrazu kowboja. Później od vaqueros wiele zachowań, umiejętności i zwyczajów przejęli kowboje północnoamerykańscy. Wpływ ten widać szczególnie po wielu hiszpańskich zwrotach w roboczym słownictwie kowbojów.